# Rabadeira (futbolista)
José García Martínez, más conocido como Rabadeira (Rabadeira, Cerceda, La Coruña, 11 de abril de 1952-31 de mayo de 2022) fue un futbolista español que actuó como extremo. Pasó gran parte de su carrera en el Real Club Deportivo de la Coruña.
Se tuvo que retirar con veintisiete años del fútbol debido a las lesiones.

## Carrera deportiva
Formado en las categorías inferiores del Real Club Deportivo de la Coruña, Rabadeira, llamado así por haber nacido en un pueblo del municipio de Cerceda del mismo nombre, juega por primera vez con el primer equipo en el año 1972. Durante la campaña 1972-73, disputó diecisiete partidos en Primera División, y todo a sus veinte años.
En la temporada 1973-74 su peso con el club blanquiazul aumentó. En esa temporada el Deportivo jugó en Segunda División, tras descender el año anterior. En esta temporada jugó veintitrés partidos y marcó dos goles, marcando el primero el 27 de enero de 1974 contra el Real Valladolid. Pese a todo, el Deportivo encadenó un nuevo descenso, en este caso a Tercera División.
Tras hacer una buena temporada 1974-75 en tercera, el Deportivo regresa a Segunda División, y Rabadeira, firma en la 1975-76 la que sería su mejor campaña con el Deportivo, jugando veintiséis partidos y marcando cinco goles.
En la campaña 1976-77 disputó también un gran número de partidos, y en el año siguiente su aportación con el equipo bajó drásticamente. Únicamente disputó tres partidos con el Deportivo.
Esto hizo que se tuviera que marchar cedido al Levante UD e incluso a jugar a la Superliga de Suiza, antes de colgar las botas con sólo veintisiete años debido a las lesiones.
El 31 de mayo de 2022 falleció a los 70 años de edad.

## Clubes
- Real Club Deportivo de la Coruña (1972-1978)
- Levante UD